# Bobuleno
Bobuleno, o Boboleno (Grecia, VI secolo – Bobbio, 653), è stato un monaco cristiano, abate e missionario italiano, di regola colombaniana.
Forse di origine greca, prende il nome dalla città di Bobbio, dove prende i voti monacali.

## Biografia
Bobuleno (o Boboleno o Babuleno) succede al terzo abate san Bertulfo nel 639.
Il 23 novembre 642 prepara la canonizzazione di san Colombano, partecipando alla stesura dell'Editto di Rotari che in omaggio a san Colombano entrerà in vigore alla mezzanotte tra il 22 e il 23 novembre 643; inoltre viene nominato abate mitrato, ottenendo da papa Teodoro I le costituzioni che confermavano tale privilegio già concesso agli abati di Bobbio da papa Onorio I.
I buoni rapporti che legano il monastero di Bobbio alla corte di Pavia, sotto il sovrano Rotari, proseguono migliorando notevolmente tanto che per intercessione del sovrano presso il papa fa ottenere al monastero notevoli privilegi. Papa Teodoro riconferma la protezione della Santa Sede e proibisce a tutti i vescovi di usurpare i beni dell'abbazia, a pretendere decime o alcunché da essa, vietandone ogni possibile ingerenza, specialmente in caso di elezione dell'abate. Il pontefice conclude prevedendo a carico di coloro che intendano trasgredire la privazione dal grado, la scomunica e l'esclusione dalla Chiesa, offrendo inoltre ai re futuri la possibilità di infliggere pene ai trasgressori.
Egli riforma, con il consenso di papa Teodoro, la vita monastica: alla regola colombaniana viene affiancata in forma mista quella benedettina, ed è anche autore di una regola che fondeva i precetti del monachesimo italiano con quelli del monachesimo irlandese, talvolta erroneamente identificata con la famosa Regula Magistri, la quale però risale al secolo precedente e accomuna soprattutto i precetti di sant'Agostino e san Pacomio, e con il cui autore (forse l'abate Servando del Protocenobio di San Sebastiano) san Benedetto strinse un rapporto particolare per la stesura della sua Regola.
Sotto di lui il monastero si amplia notevolmente, i monaci raggiungono il numero di 150 e insieme alla scuola interna monacale, cura anche una scuola esterna, uno dei primissimi esempi di istruzione dedicata ai ragazzi, tanto da essere definito il "maestro dei fanciulli".
Anche re Rodoaldo, succeduto al padre nel 652, conferma i diritti e i privilegi concessi al monastero in un diploma redatto a Pavia il 4 novembre 652, riaffermandone la diretta sottoposizione alla Santa Sede e proibendo qualunque interferenza da parte di vescovi, duchi, gastaldi e actionarii. Si stabilisce che i monaci abbiano il diritto, alla morte dell'abate, d'eleggerne liberamente un altro scegliendolo tra di loro.
Sempre di questo periodo è testimoniato un privilegio di papa Martino I, del quale si è, però, perduta traccia.
Morì nel 653 e a lui successe come quinto abate san Cumiano.

## Culto

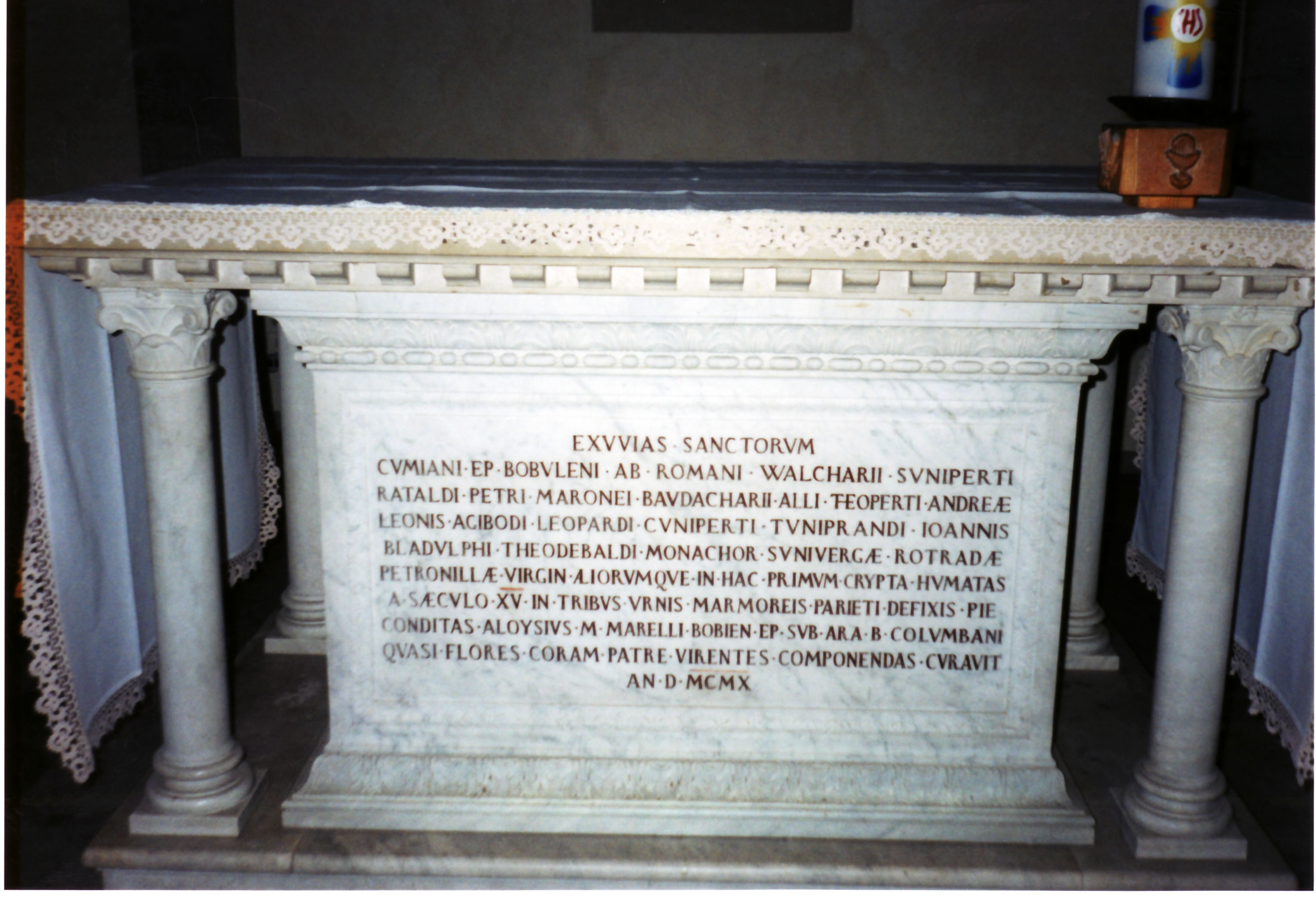
Altare sepolcrale nella cripta della Basilica di San Colombano contenente i resti di san Bobuleno e degli altri santi abati, monaci e monache

Le sue spoglie riposano nella cripta dell'abbazia di San Colombano, accanto a san Colombano, sant'Attala, san Bertulfo, san Cumiano, san Suniberto, 17 monaci (fra cui sant'Allo) e 3 sante vergini monache.
Viene ricordato il 16 dicembre.